# Hr.Ms. Van Galen (1929)
De Hr.Ms. Van Galen was een Nederlandse torpedobootjager van de Admiralenklasse vernoemd naar de zeventiende-eeuwse vlootvoogd Jan van Galen. Het schip werd gebouwd door de Schiedamse scheepswerf Wilton-Fijenoord. Tot 1939 was het schip actief in Nederlands-Indië maar vanwege de oplopende spanningen in Europa werd het schip teruggehaald naar Nederland2.

## De Van Galen tijdens WOII
Tijdens de Duitse aanval op Nederland in 1940 lag de Van Galen in de haven van Den Helder waar het schip net drie dagen geleden was aangekomen vanuit Nederlands-Indië. Kapitein was Luitenant-ter-zee A.S. Pinke.
Op 10 mei ging het schip na het afkondigen van de alarmtoestand naar buiten. In de loop van de dag kreeg de Van Galen de opdracht op te stomen naar Rotterdam om daar ondersteuning te bieden en de overgang van de Duitsers over de Maasbruggen te beletten.
Tijdens de tocht naar Rotterdam werden ter hoogte van Ter Heijde een aantal Duitse vliegtuigen op het strand waargenomen. De Van Galen opende het vuur op deze vliegtuigen waarbij zeker 3 werden vernietigd. Om 2 uur 's middags voer de Van Galen bij Hoek van Holland de Nieuwe Waterweg op naar Rotterdam. In de buurt van Vlaardingen werd het schip aangevallen door Duitse Stuka's, door problemen met de 40 mm machinegeweren konden alleen de 12,7 mm machinegeweren worden gebruikt als luchtafweergeschut. Hoewel geen van de ruim 30 bommen raak was, was het schip wel zwaar beschadigd. Stoomleidingen sprongen en waterdichte schotten scheurden. Stoker-olieman G. van den Brink werd dodelijk getroffen en er vielen enkele gewonden. Overste Pinke besloot een haven op te zoeken, wat de Merwehaven werd. Na een inspectie van het schip bleek dat het schip door alle schade voor verdere oorlogsvoering onbruikbaar was, daarom werd het op 12 mei door de eigen bemanning onklaar gemaakt en tot zinken gebracht1. Luitenant-ter-zee J.C.A. Siliacus en H.J. Bouvy kregen later het Bronzen Kruis voor hun verrichtingen op de Van Galen in de Nieuwe Waterweg.
Op 23 oktober 1941 werd de Van Galen door de Duitse strijdkrachten gelicht en gerecycled in Hendrik-Ido-Ambacht.

## Varia
- Schrijver K.Norel beschrijft de Van Galen in zijn boek Varen en Vechten aldus : "Als een kreupel paard sukkelde de jager de (Merwede) haven binnen". (Varen en Vechten, pag 16)
- C.W. van der Ven schilderde een fraaie aquarel van de Van Galen in het heetst van de strijd.[1]